# Xian de Pingxiang
Pour les articles homonymes, voir Pingxiang.
Le xian de Pingxiang (平乡县 ; pinyin : Píngxiāng Xiàn) est un district administratif de la province du Hebei en Chine. Il est placé sous la juridiction de la ville-préfecture de Xingtai.

## Démographie
La population du district était de 270 066 habitants en 1999.